# Alsterpavillon

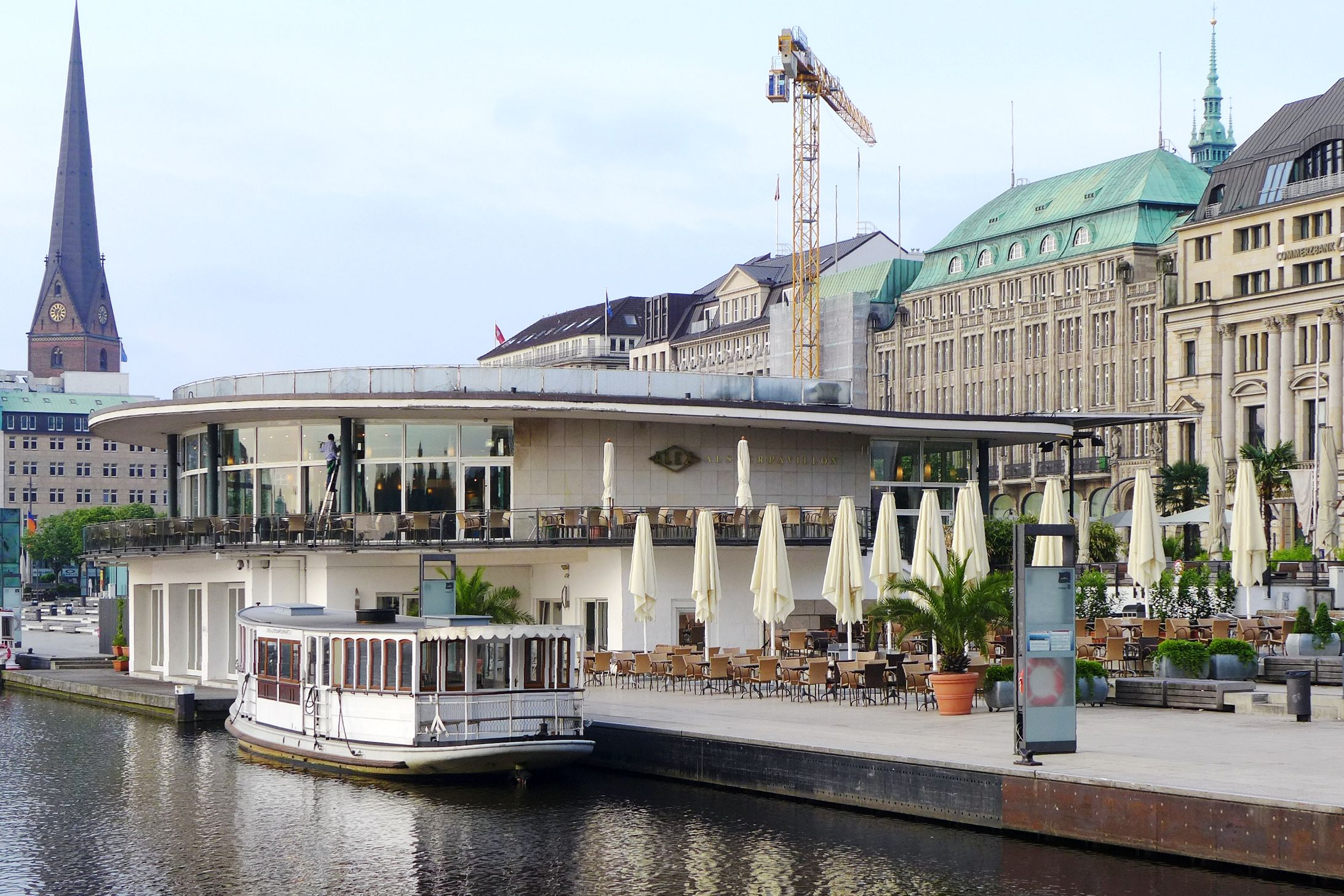
Alsterpavillon (2013), der 6. Bau am Ort

Der Alsterpavillon ist ein markantes Gebäude in Hamburg, in dem sich vor dem derzeitigen Restaurantbetrieb ein traditionsreiches Café befand. Der Alsterpavillon befindet sich am Jungfernstieg an der Binnenalster.

## Geschichte
Alsterpavillon

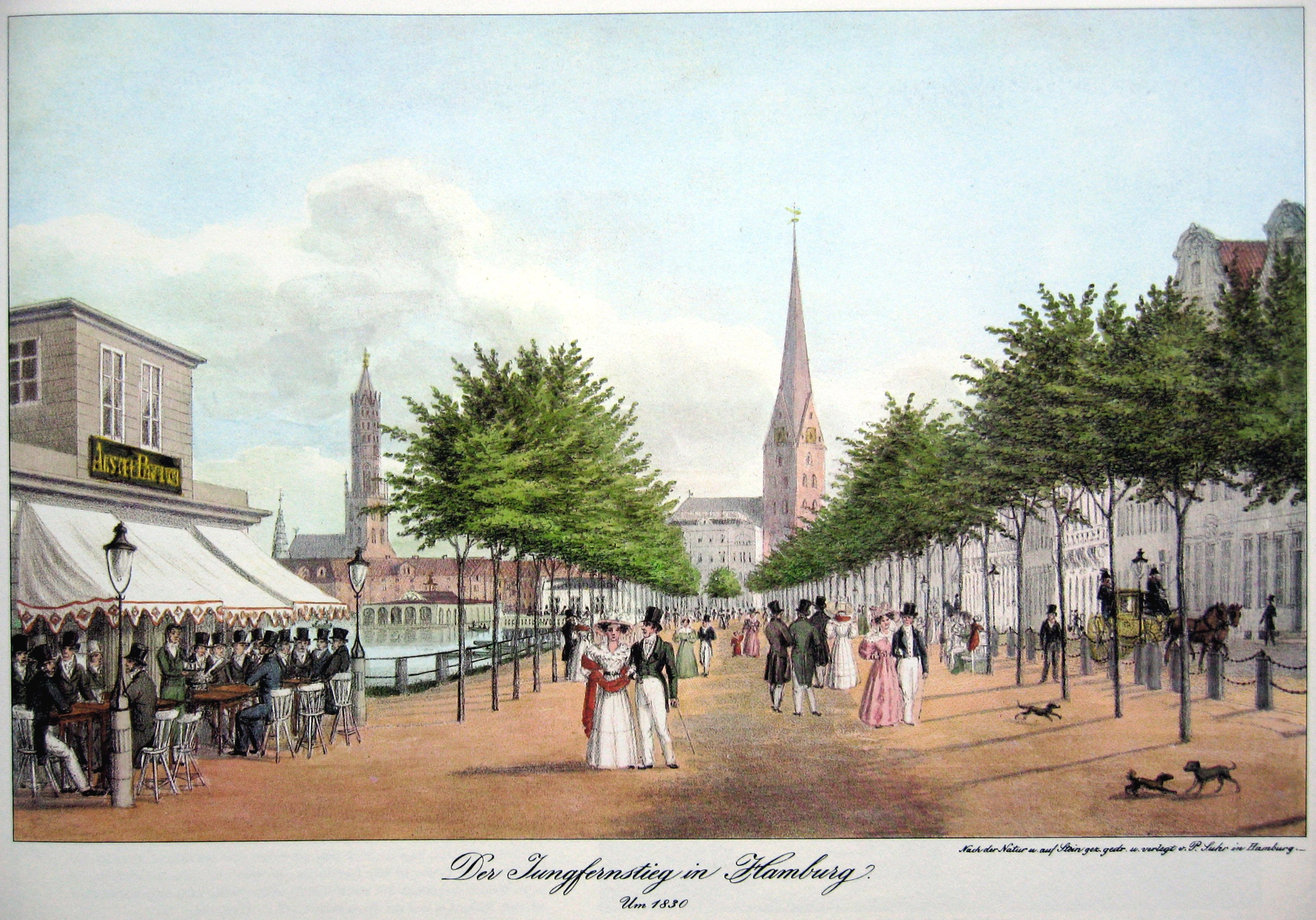
1. Alsterpavillon um 1830

Der erste Pavillon wurde am 20. August 1799 von dem Franzosen Augustin Lancelot de Quatre Barbes eröffnet, der als Adliger vor den Verfolgungen während der Französischen Revolution nach Hamburg geflohen war. Er brachte u. a. die Kenntnisse zur Herstellung von Speiseeises aus Frankreich mit, weshalb vom Alsterpavillon als der vermutlich ersten „Eisdiele“ in Deutschland stellenweise zu lesen ist. Zwei Jahre später im Mai 1801 wurde der aus dem schweizerischen Kanton Graubünden stammende Konditor Richard Ruben Betreiber. 1809 überließ er den Pavillon seinem Bruder Donat Ruben, der ihn bis zu seinem Tode 1828 führte.

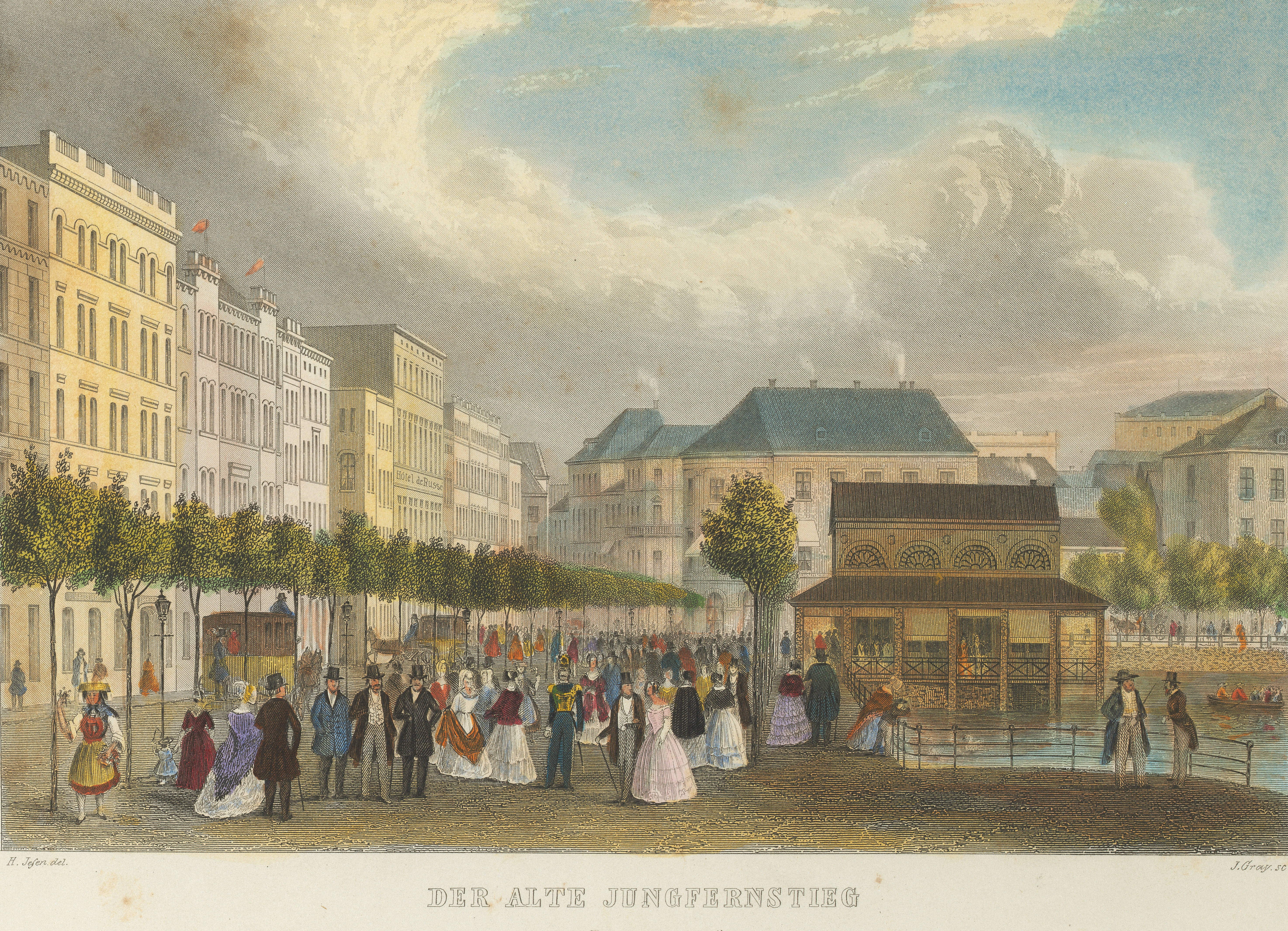
2. Alsterpavillon (Wimmel) um 1860

Johannes Sprecher, der wie seine Vorgänger aus der Schweiz stammte, ließ 1835 einen neuen Pavillon im klassizistischen Stil von Carl Ludwig Wimmel bauen. Nach seinem Tode 1844 übernahm den Pavillon zunächst Sprechers Schwiegersohn Franz Dürst, anschließend von 1848 bis 1874 dessen Sohn Heinrich Sprecher.

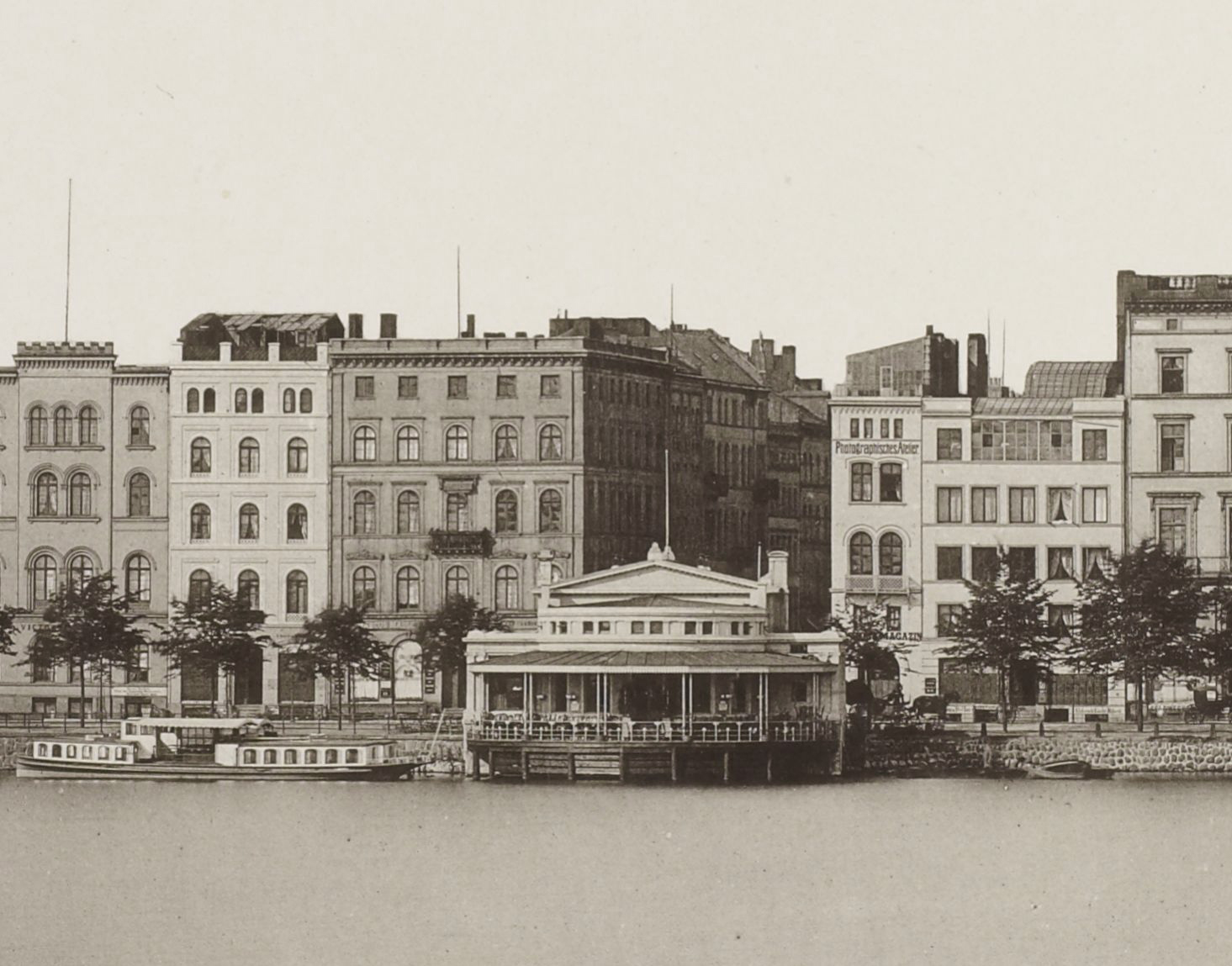
3. Alsterpavillon (Haller) um 1880

Als nächster Pächter ließ Johannes Schwarting 1874 und 1876 den bestehenden Pavillon von dem Architekten Martin Haller umbauen und erweitern.

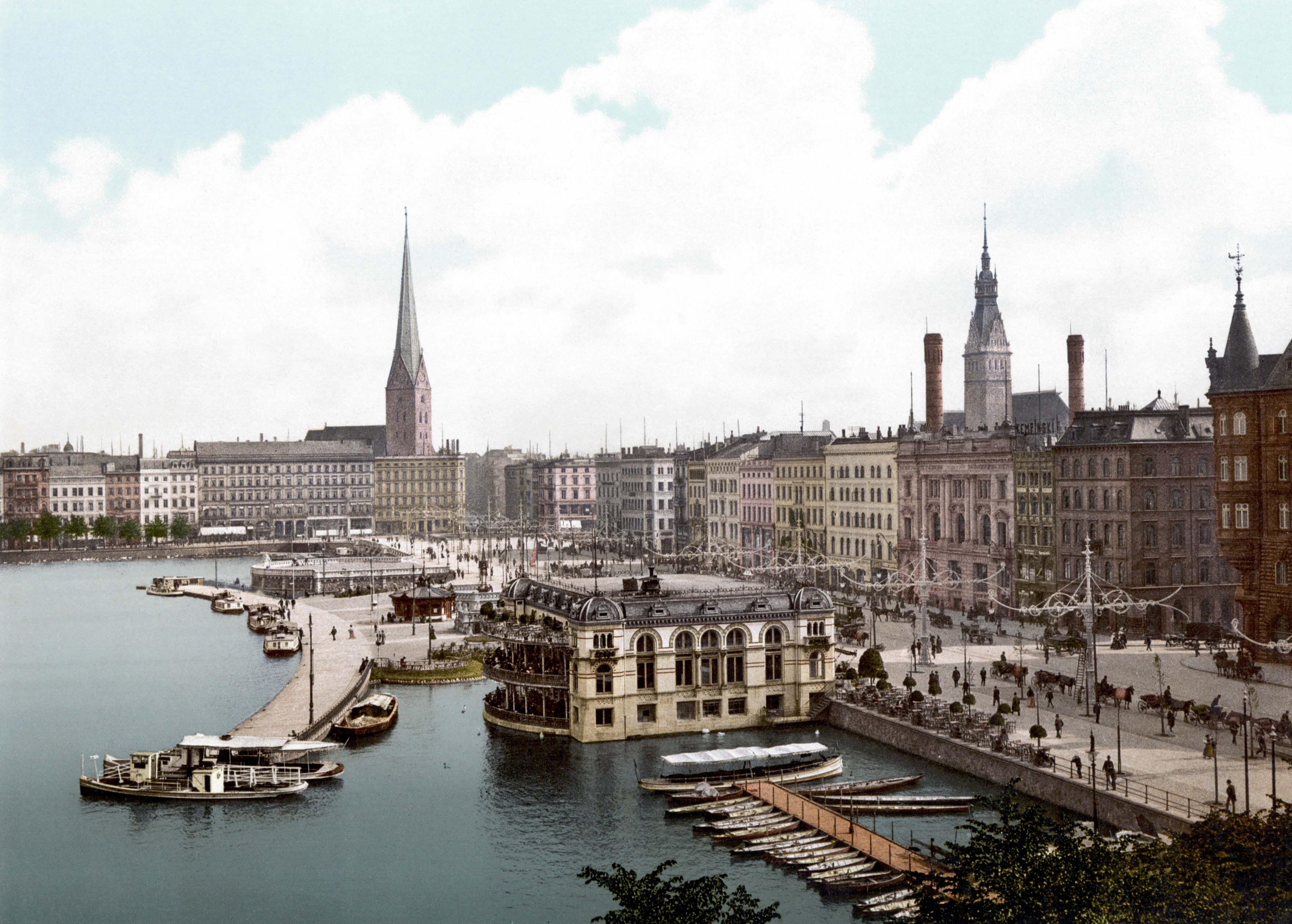
4. Alsterpavillon (Hauers) um 1905

Aufgrund einer Erweiterung des Jungfernstieges entstand 1900 ein Neubau nach Entwurf von Wilhelm Hauers. Der massive Bau mit polierten Granitsäulen und glasierten Mettlacher Steinen erhielt den Spitznamen „Kachelofen“.

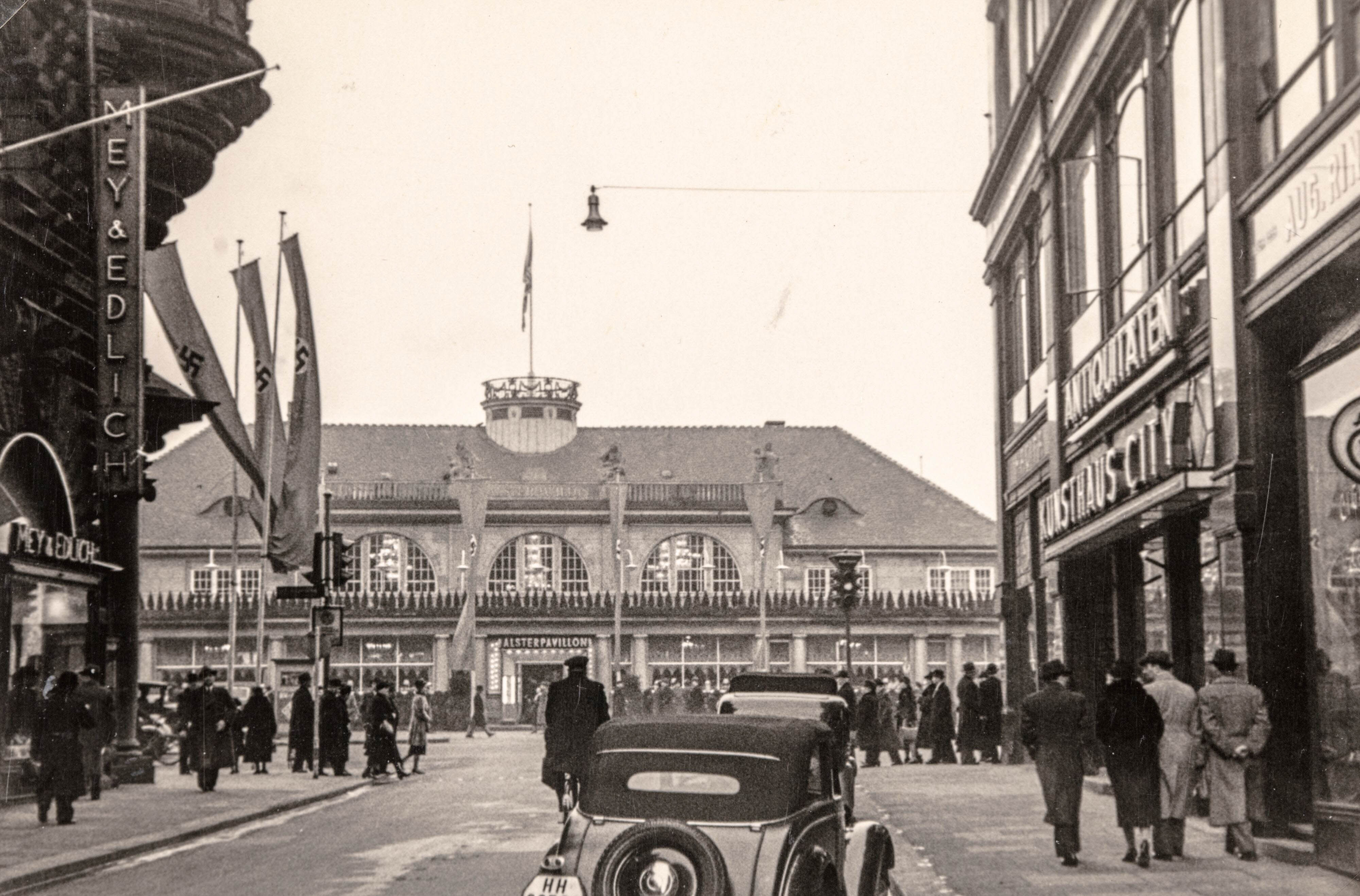
5. Alsterpavillon (Rambatz & Jolasse) um 1938

Am 9. Juni 1914 wurde als inzwischen fünftes Gebäude ein Neubau nach Entwurf der Hamburger Architekten Johann Gottlieb Rambatz und Wilhelm Jollasse eröffnet. Während des Dritten Reiches fanden dort noch lange Zeit Swing-Konzerte statt, obwohl die Musik bei den Nationalsozialisten verpönt war. Im Jahre 1942 wurde der Pavillon während eines Bombenangriffs zerstört.
Das heute existierende halbkreisförmige sechste Gebäude mit Flachdach wurde 1952–1953 nach Plänen des Architekten Ferdinand Streb auf dem erhaltenen Sockelgeschoss erbaut und 1992–1994 umgebaut.
Schweizerpavillon

Im Jahr 1813 hatte der französische Gastwirt Hyacinthe Dubernet die Erlaubnis erhalten, das Wachgebäude „Nilus“, das in Höhe Neuer Wall gestanden hatte, als zweiten Pavillon an der Alster zu pachten. 1815 nahm Dubernet den Pächter des Alsterpavillons Richard Ruben als Teilhaber auf. In der Folgezeit waren deren Betreiber zugleich Pächter des Schweizerpavillons. Beim großen Hamburger Brand im Mai 1842 wurde das Gebäude zerstört und anschließend nicht wieder aufgebaut. Im Gegensatz zum Alsterpavillon, der seinerzeit im Volksmund auch „Rauchpavillon“ genannt worden war, durfte im Schweizerpavillon nicht geraucht werden. Heinrich Heine hat den Schweizerpavillon regelmäßig besucht.